# Chicos dibujando
Chicos dibujando es una pintura al óleo realizada por la pintora sueca Sofie Ribbing en 1864, que se encuentra en la colección del Museo de Bellas Artes de Gotemburgo en Suecia.

## Antecedentes
La pintora Sofie Ribbing estuvo en la Escuela pictórica de Düsseldorf junto con Karl Ferdinand Sohn en la década de 1860, cuya influencia la hizo decantarse por la pintura de género y el romanticismo enseñado en la escuela, aplicando una paleta de colores suaves y uniformes.

## Descripción
La obra fue pintada al óleo sobre tela y tiene unas dimensiones de 91,5x 79 cm,  no es únicamente uno de los mejores trabajos de Ribbing, sino también en las artes visuales de Suecia de mediados del siglo XIX. Los Chicos dibujando muestra un realismo cotidiano con una luz suave que ilumina a los chicos y crea un ambiente discreto y relajado lo que hace que sea más fácil concentrarse en su trabajo.

## Europeana 280
En abril de 2016, la pintura Chicos dibujando fue seleccionada como una de las diez más grandes obras artísticas de Suecia por el proyecto Europeana.